# Yvelyne Wood
 (décembre 2022).
 (décembre 2022).
Pour les articles homonymes, voir Wood.
Yvelyne Wood est une sculptrice, plasticienne et scénographe, franco-suisse, installée à Genève.
Ses œuvres sont connues pour avoir été exposées sous l'égide d'organisations des Nations unies.
Abordant les thèmes liés à la violence de la guerre, des crimes contre l'humanité (génocides, exactions) ou le déplacement forcé, ses installations sont monumentales.  Elles veulent pérenniser la mémoire collective des événements tragiques  de l'époque contemporaine. 
Elle est la fondatrice et la présidente actuelle d'UniRef, une ONG humanitaire dédiée à la mission d'enseignement supérieur pour les réfugiés victimes des conflits armés.

## Engagement artistique
Son travail artistique englobe les thèmes rattachés au traumatisme de la guerre. Elle s'en fait le témoin indirect, en partant à la rencontre de ses victimes. Elle se présente comme un « capteur de mémoire ».    
Ses œuvres, à base de témoignages personnels, dénoncent les évènements les plus atroces de la guerre, les atteintes à la dignité humaine et, en premier, celle des femmes.    
Elle déclare sur France Culture : « Tout mon travail de plasticienne est autour de la mémoire des guerres et en particulier des femmes » ; sur leurs conséquences tragiques : « Dans la guerre il n'y a rien de positif ».    
Présentée comme une artiste engagée, et se reconnaissant comme telle, elle ne croit pas que l'Art doit être engagé : « L'Art est à facettes. Chacun prend celle qui lui convient. » déclare-t-elle à Franceinfo.   

### Démarches artistique et technique
L'historien de l’art, Sylvain Dubeau, commente ainsi L’Espace d’un instant (2010) : Yvelyne Wood milite ouvertement contre les oublis de la mémoire collective.   
Elle exploite des archives historiques, travaille des matériaux authentiques, représente ses propres souvenirs ou ceux qu'elle s'approprie au gré de ses rencontres.  
La démarche d'Yvelyne Wood pourrait être vue comme une construction de passerelles entre la subjectivité du vécu (la « petite histoire ») et l'Histoire. Elle veut redonner une place à des récits de vie, par lesquels transitent des faits sociaux totaux, comme par exemple la Shoah, tant qu'ils peuvent être sauvegardés. Elle dit sur Arte : « les premiers témoignages [qu'elle a] recueillis étaient les témoignages de femmes qui [...] venaient des camps ».  
Elle utilise l'Histoire capturée par l'objectif des caméras : des « films vidéo projetés sur des plaques de métal oxydées qui reprennent des archives soit de l'AFP, soit des archives qui [lui] ont été communiquées par le Haut-Commissariat aux Réfugiés ».  
Les témoignages, extraits des archives écrites, sont reproduits avec fidélité. Dans l'une des installations de  l'exposition Chair de la Guerre, sont reproduits par impression sur des robes les « témoignages de jeunes filles qui ont pour la plupart été violées dans les guerres - que ce soit en Tchétchénie, en Somalie, en Libye ». Ces témoignages sont issus des archives du UNHCR mais « signés, à la première personne dans les langues d'origine que parlent ces jeunes filles ».  
La présentatrice Edwige Coupez compare au « travail de journaliste et d'historienne [qu'elle fait] en amont » l'enquête réalisée par l'artiste sur les exactions dont ont été victimes les femmes pendant la guerre de Bosnie. Wood répond d'ailleurs : « Je m'appuie toujours sur des archives, je rencontre des historiens [...] et c'est très important. C'est un travail qui n'a pas la place pour la fantaisie de la création ».     
Elle déclare au journal d'Arte : « Tous les matériaux ont une histoire. Ils ont leur propre histoire qui s'ajoute à mon histoire et qui s'ajoute aux archives de guerre », sans que, l'authenticité historique du matériau ne soit une fin en soi.      
L'historien de l'art, Jean-Paul De Roche, voit dans son oeuvre une expression visant à sublimer esthétiquement les souvenirs, à travers des propositions souvent dérangeantes qui ne sont pas sans rappeler le symbolisme baudelairien. 
Pour l'essayiste et critique d'art, Donald Kuspit (en), qui la suit depuis sa première exposition à la galerie Stendhal à New York, son œuvre serait la poursuite d'un illusio, par lequel se dénouerait un conflit interne qui porte sur les représentations du monde.

### Subvertir la violence et la terreur
Selon Hobsbawm, le siècle dernier constitue l'apogée de la violence dans toute l'histoire de l'humanité. Cela se retrouve dans l'intégralité de l'œuvre de Wood, selon Donals Kuspit. Elle explore les événements les plus sombres comme la Shoah, les guerres du Vietnam et du Cambodge, les génocides du Rwanda et du Kosovo. 

#### La «mémoire en flammes» de l'Holocauste
Selon le commissaire de son exposition et conservateur du musée, Stéphane Ceccaldi, lors de l'installation Mémoires en flammes, présentée en 2012 dans la bibliothèque de la Grande Loge de France, l'artiste donne à réfléchir sur la place de la culture : dans son oeuvre, la culture constitue le vecteur d'une mémoire collective que se transmet à elle-même l'humanité. Mais il serait fragile, comme l'illustre le rapport entre l'autodafé et l'Holocauste, présenté dans son l'exposition Mémoire en Flammes.  
Selon Donald Kuspit, Yvelyne Wood entend consacrer les victimes : 

« The victims of history become sacred in memory - what we would prefer to forget becomes unforgettable: eternal. Wood’s work is double-edged, for what has been lost is found again in memory indeed, remains fixed and felt in memory, an idea fix of feeling given memorable form – even as memory shows that it is dead. Wood’s work burns itself into our memory, even as it tells us that memory is the corpse of history. »

Toujours selon lui, la métaphore du phœnix serait très présente dans ses œuvres.

#### Les guerres de Yougoslavie
Au cours de son voyage en Bosnie, l'artiste a collecté et ramené des matériaux et des archives, certaines issues directement des victimes de la guerre de Bosnie.   
Elle a, par exemple, « extrait d'un reliquaire les 7 102 noms des hommes qui ont été assassinés en deux jours à Srebenica » lors du massacre éponyme et dont elle a « recopié le nom avec leurs dates de naissance ».   
Cette exposition sous l'égide des Nations unies se focalise sur la place des femmes parmi les victimes des conflits armés, « vivant la guerre dans leur chair », d'où le titre de l'exposition : la Chair de la guerre.   

### La place des femmes dans la guerre
Le travail d'Yvelyne Wood, sur la place de la femme dans les conflits armés, a contribué à assurer une médiaisation de ce fait social alors que la sphère académique tardait à s'en saisir.   
Elle a rencontré à Sarajevo six femmes ayant subi le siège ou le massacre de Srebenica, lors du conflit mettant fin à la République de Yougoslavie.   
Le fruit de sa recherche fut exposé d'abord à Genève, au siège du Haut Commissariat Des Nations-Unies aux Réfugiés (UNHCR), puis, sous l'égide de cette agence, pendant un mois à partir du 14 mars, lors d'une exposition à La Sorbonne "Chair de la guerre",.    
Une exposition fut ensuite organisée par le Conseil Général du Tarn et Garonne. Le vernissage a eu lieu à Montauban, le 12 décembre 2012, lors d'un colloque à l'Université de Toulouse-I-Capitole.  
Elle a rapporté le destin de ces femmes, victimes de viol systématique employé comme arme de guerre dans les camps dont elles étaient prisonnières. Elle témoigne le 11 novembre 2012 sur France Culture :  

« Ces femmes étaient dans des camps, elles étaient sous-alimentées, elles étaient victimes de violences sexuelles, elles étaient battues. On leur a arraché souvent leurs enfants des bras ou leurs enfants ont été torturés devant elles »

Grâce à son exposition médiatique, elle a sensibilisé l'opinion publique sur ces enjeux sociétaux, alors méconnus. Elle a pu inviter l'une des victimes à Montauban ; elle s'est employée à montrer qu'il est possible de « leur donner une reconnaissance publique » et de « les sortir de la honte ».

## Engagement pour les réfugiés et le projet UniRef
Le travail artistique d'Yvelyne Wood, lié à son expérience (familiale) ou à ses immersions dans les conflits armés, exprime sa sensibilité pour les causes humanitaires. 
Mais sa « satisfaction d'être une artiste reconnue a vite été obscurcie par le sentiment étreignant de ne plus être finalement qu'une spectatrice des drames qui se jouent un peu partout dans le monde ». 
Elle s'engage dans l'action humanitaire en faveur des réfugiés (au sens statutaire qu'en donne la convention des Nations-Unies du 28 juillet 1951). Elle co-fonde, en 2013, l’association humanitaire Swiss International Humanitarian Organization (Siho), qui deviendra plus tard UniRef. (Elle a emprunté ce nom au premier projet mis en œuvre dans le camp du UNHCR de Musasa au Burundi).